# تپه مامان گلی
تپه مامان گلی مربوط به دوره اشکانیان - دوره ساسانیان است و در شهرستان میانه، بخش کندوان، دهستان گرمی شمالی، ۱۴/۵ کیلومتری شمالی روستای هندلان واقع شده و این اثر در تاریخ ۷ خرداد ۱۳۸۷ با شمارهٔ ثبت ۲۲۸۶۰ به‌عنوان یکی از آثار ملی ایران به ثبت رسیده است.